# Базаршоланський сільський округ
Базаршола́нський сільський округ (каз. Базаршолан ауылдық округі, рос. Базаршоланский сельский округ) — адміністративна одиниця у складі Акжаїцького району Західноказахстанської області Казахстану. Адміністративний центр — село Базаршолан.
Населення — 1354 особи (2021; 1989 у 2009, 2742 у 1999, 2700 у 1989).
Станом на 1989 рік існувала Актобинська сільська рада (села Базарчулан, Єсім, Жаман-Кудук, Султан) колишнього Тайпацького району. Село Жаманкудук було ліквідовано 2020 року.

## Склад
До складу округу входять такі населені пункти:
| Населений пункт  | Старі назви | Населення, осіб (1989) | Населення, осіб (1999) | Населення, осіб (2009) | Населення, осіб (2021) |
| ---------------- | ----------- | ---------------------- | ---------------------- | ---------------------- | ---------------------- |
| Базаршолан, село | Базарчулан  | 1684                   | 1838                   | 1460                   | 1197                   |
| Баянтобе, село   | -           | -                      | 140                    | 148                    | 80                     |
| Єсім, село       | -           | 290                    | 281                    | 244                    | 77                     |
| Жаманкудук, село | Жаман-Кудук | 327                    | 239                    | 137                    | -                      |
| Султан, село     | -           | 399                    | 244                    | -                      | -                      |